# Дворакі-Пікати
Дворакі-Пікати (пол. Dworaki-Pikaty) — село в Польщі, у гміні Соколи Високомазовецького повіту Підляського воєводства.
Населення — 63 особи (2011).
У 1975-1998 роках село належало до Ломжинського воєводства.

## Демографія
Демографічна структура станом на 31 березня 2011 року:
|          | Загалом | Допрацездатний вік | Працездатний вік | Постпрацездатний вік |
| -------- | ------- | ------------------ | ---------------- | -------------------- |
| Чоловіки | 34      | 4                  | 21               | 9                    |
| Жінки    | 29      | 3                  | 17               | 9                    |
| Разом    | 63      | 7                  | 38               | 18                   |